# Helge Ritter
Helge Ritter (* 17. März 1958 in Naila) ist ein deutscher Neuroinformatiker und Professor an der Universität Bielefeld.
Ritter studierte Mathematik und Physik. Er promovierte an der TU München im Bereich der theoretischen Physik. Als Thema wählte er „Selbstorganisierende Neuronale Karten“ (Self-Organizing Maps). Nach einem Gastaufenthalt bei Teuvo Kohonen in Helsinki folgte er nach mehreren verschiedenen Aufenthalten einem Ruf an die Universität Bielefeld, wo er seit 1990 die Arbeitsgruppe Neuroinformatik leitet.
In Fachkreisen bekannt wurde Ritter vor allem durch seine Arbeiten auf dem Gebiet Self-Organizing Maps, wo er den Begriff der Hyperbolischen Self-Organizing Map einführte.
Ritter ist seit 2007 Koordinator des Center of Excellence Cognitive Interaction Technology der Universität Bielefeld und wurde am 9. Juli 2014 in seinem Amt bestätigt.
Seit 2010 ist Ritter ordentliches Mitglied der Nordrhein-Westfälischen Akademie der Wissenschaften und der Künste.

## Schriften (Auswahl)
- H. Ritter, I. Kohonen: Self-organizing semantic maps. In: Biol. Cybern. Band 61, 1989, S. 241–254. doi:10.1007/BF00203171.
- Helge Ritter, Thomas Martinetz, Klaus Schulten: Neural Computation and Self-Organizing Maps : An Introduction. Addison-Wesley Longman Publishing, 1992.
- M. Schilling, H. J. Ritter, F. W. Ohl: Linking meta-learning to meta-structure. In: Behav Brain Sci. Band 47, 23. Sep 2024, S. e164. doi:10.1017/S0140525X24000232.

## Auszeichnungen
- 1999: Forschungspreis Technische Kommunikation
- 2001 erhielt Ritter den höchstdotierten deutschen Förderpreis, den Leibniz-Preis. Aus der Würdigung:

„Seine interdisziplinär ausgerichteten Arbeiten zeigen, welchen Anteil prärationale Prozesse an natürlichem intelligenten Verhalten besitzen, in welcher Weise diese bereits in einfach gebauten Nervensystemen zu finden sind und wie sie durch neuronale Netze modelliert werden können. Damit übernimmt Ritter eine herausragende Rolle bei der Erforschung sogenannter intelligenter Leistungen.“